# Ruta Estatal de California 152
La Ruta Estatal de California 152, y abreviada SR 152 (en inglés: California State Route 152) es una carretera estatal estadounidense ubicada en el estado de California. La carretera inicia en el Oeste desde la SR 1     en Watsonville hacia el Este en la SR 99     en Chowchilla. La carretera tiene una longitud de 168 km (104.419 mi).

## Mantenimiento
Al igual que las autopistas interestatales, y las rutas federales y el resto de carreteras estatales, la Ruta Estatal de California 152 es administrada y mantenida por el Departamento de Transporte de California por sus siglas en inglés Caltrans.

## Cruces
La Ruta Estatal de California 152 es atravesada principalmente por las siguientes carreteras:

 US 101  en Gilroy
 I 5  cerca de Santa Nella
 SR 165  en Los Baños.